# Climbach
Climbach 	es una localidad y comuna francesa, situada en el departamento del Bajo Rin. Esta comuna está situada en la región histórica y cultural de Alsacia y forma parte del parque natural regional de los Vosgos del Norte

## Geografía
Climbach es un pueblo de montaña, rodeado por un bosque de 520 hectáreas. Desde Soultz-sous-Forêts se accede a través del paso de Pfaffenschlick. Climbach ocupa 715  hectáreas, 277 de las cuales son propiedad del propio municipio. Situado en un claro al oeste del Col du Pigeonnier, el pueblo está rodeado por todos lados por el bosque que cubre el 70% de su superficie.